# Sean Bean
Sean Bean, rodným jménem Shaun Mark Bean, (* 17. dubna 1959 v Sheffield, Anglie) je britský herec. V českém znění ho dabuje například Lukáš Hlavica nebo Alexej Pyško.[zdroj⁠?!]

## Stručný životopis
Sean Bean natočil mnoho filmů, poprvé ale na sebe silně upozornil v bondovce Zlaté oko, kde ztvárnil roli padoucha po boku Pierce Brosnana. O několik let později dostal nabídku od Petera Jacksona, aby si zahrál ve filmu Pán prstenů: Společenstvo Prstenu roli Boromira, syna gondorského správce Denethora II., a Sean Bean tuto roli přijal. V dalších dílech této filmové série se objevuje pouze ve flashbacích, které jsou navíc k vidění pouze v nesestříhané verzi těchto filmů, přesto je to jedna z jeho nejznámějších rolí.[zdroj⁠?!]
Po Pánu prstenů dostal vzápětí nabídku na postavu Oddysea v historickém velkofilmu natočeném podle Homérovy předlohy, Trója. Zde hrál spolu s Bradem Pittem a Orlando Bloomem, s nímž se znal již z natáčení Pána prstenů. Oddyseus z tohoto filmu je také jedna z mála Beanových postav, která se dožije konce filmu. Jeho další známější rolí je pak Christopher Da Silva ve filmu Silent Hill z roku 2006 i v jeho pokračování Návrat do Silent Hill 3D. Je také znám jako hlavní záporná postava Ian Howe ve velkofilmu Lovci pokladů z roku 2004.
V roce 2006 propůjčil svůj hlas Martinu Septimu ze hry The Elder Scrolls IV: Oblivion od studia Bethesda Softworks.  
V roce 2011 si Sean Bean zahrál jednu z hlavních rolí v seriálu HBO Hra o trůny, Eddarda Starka.
Od roku 2014 hraje v seriálu Legends hlavní roli, agenta s nejistou minulostí a identitou. Druhá série seriálu se natáčela mj. v Praze.
Sean Bean na sebe nikdy nepoutal přílišnou pozornost médií, a nemá tedy na svém účtě žádné velké skandály či jiné problémy, přestože se čtyřikrát rozvedl. Z předchozích vztahů má čtyři dcery, Lornu, Molly a Evie Natashu.